# Turok (jeu vidéo, 2008)
Pour les articles homonymes, voir Turok.
Turok est un jeu vidéo de tir à la première personne développé par Propaganda Games et édité par Touchstone Games. Le jeu est disponible depuis début 2008 sur PlayStation 3, Xbox 360 et PC.
Il s'agit du 7e jeu de la série Turok: Dinosaur Hunter. Il tourne sur le moteur UnrealEngine 3.

## Histoire
Dans un futur éloigné, un commando est envoyé en mission dans l'espace pour mettre la main sur le Général Roland Kane, un criminel de guerre. À l'approche d'une planète contrôlée par la Mendel-Gruman Corporation (M-G), le vaisseau commando s'écrase dans la jungle. La Whiskey Company s'organise alors pour trouver des secours. Parmi eux figure Joseph Turok, un ancien disciple du Wolf Pack, l'unité du Général Kane. Avec l'aide de son collègue Slade, Turok tente de retrouver son ancien mentor tout en tentant d'échapper aux dinosaures qui peuplent cette planète...

## Personnages
- Turok (VF : Thierry Mercier)
- Slade (VF : Patrice Baudrier)
- Cowboy, Foste, et Commandant (VF : Cédric Dumond)
- Kane (VF : José Luccioni)
- Logan (VF : David Kruger)
- Shepard (VF : François Creton)
- Jericho (VF : Thierry Desroses)
- Grimes et Reese (VF : Serge Thiriet)
- Cole (VF : Marc Alfos)
- Gonzales (VF : Christophe Lemoine)
- Parker, Carter et Henderson (VF : Bruno Choël)

## Bestiaire
- Compsognathus: Petits dinosaures carnivores rapides.
- Raptor : On en trouve sous plusieurs espèces (Vélociraptor, Mini-raptor, Utahraptor...) Ils sont rapides et féroces.
- Cracheurs : Des Raptors ayant développés une glande contenant du poison qu'ils crachent sur leurs ennemis.
- Parasaurolophus : Herbivore paisible qui devient dangereux lorsqu'on le confronte.
- Dilophosaurus : On le reconnait à sa taille moyenne et à ses deux larges crêtes sur la tête. Il vit généralement en bande de deux ou trois individus.
- Lurkers (Gorgonopsia) : Prédateurs mammaliens. Extrêmement rapides et vicieux, ils ont la particularité de grimper aux arbres.
- Tyrannosaurus : Mama Scarface est un T-Rex qui apparait régulièrement au cours du jeu. Il s'agit d'une femelle énorme à l’œil barrée d'une cicatrice. Ses petits sont nombreux et redoutables.
- Scorpion Soldat: Des scorpions énormes vivant dans les profondeurs de la planète. Ils creusent des tunnels et peuvent surgir sous vos pieds.
- Meganura: Des insectes volants rapides et dangereux qui crachent de l'acide vert sur leurs ennemis.
- Giganotosaurus : Similaire au T-Rex, il n'apparait seulement que dans un niveau.
- Créature des profondeurs : Monstre ressemblant à une gigantesque anguille tentaculaire. Il vit dans les lacs souterrains.
- Autres : le joueur peut apercevoir au loin des Ptéranodon et des Brachiosaures, mais ces deux espèces ne font pas partie des ennemis principaux.

## Armes
- Poignard de combat ORO P23 : couteau de combat, arme fétiche du Wolf Pack.
- Arc ORO C9 Perforator : arc avec flèches normales ou explosives, arme fétiche de Turok.
- Pistolet ORO HOG 9 mm : pistolet qui peut aussi tirer en super coup.
- Mitraillette OROFP9 : fusil automatique avec silencieux en option.
- Fusil à pompe ORO Enforcer : fusil à pompe utile à courte portée, avec cartouches éclairantes.
- Mini-gun ORO War Horse : mini-gun puissant que l'on peut porter ou poser en tourelle, ce qui est utile.
- Lance-missiles ORO Redfist : lance-roquettes puissant qui peut être réglé en mode autoguidé.
- Fusil à impulsion ORO L66 : fusil tirant des salves de lasers. Gare à la surchauffe ! Utilisable en lance-grenades aussi.
- Fusil de précision TRIGLAV 92 Stalker (T92) : fusil à lunette avec zoom x2, x5 et x10.
- Fusil sangsue ESUS Blackfly : pistolet qui tire une ventouse explosive qui est enclenchée par vous-même. Permet de poser des mines aussi.
- Grenade ORO FG8 : grenade extrêmement utile.
- Tourelles : les tourelles (lance-missiles et minigun) qui appartiennent au Wolf Pack. Vous pouvez les contrôler, alors faites-le pour embêter les soldats de Kane.
- Lance-flammes ESUS Fireblade : lance-flammes qui a la particularité d'être équipé de grenades napalm.

## Accueil
Les critiques à l'égard de Turok sont globalement négatives : malgré un bestiaire assez diversifié et un scénario qui peut provoquer les rires du joueur, le jeu s'avère linéaire, truffé de bugs, et techniquement très en retard comparé aux autres FPS sortis à la même époque.
En 2014, Canard PC cite le jeu dans son dossier « Les Nanars du jeu vidéo ».